# ニコラス・リヴァプール
ニコラス・ジョゼフ・オーヴィル・リヴァプール（英語: Nicholas Joseph Orville Liverpool、1934年9月9日 - 2015年6月1日）は、ドミニカ国の政治家、裁判官。2003年から2012年まで同国の第7代大統領を務めた。

## 生涯
1934年にイギリス領リーワード諸島のグランド・ベイに生まれ、1957年にハル大学に入学。在学中の1960年に法学の学士号を取得し、翌年にはインナー・テンプルの法廷に立った。また、1965年にはシェフィールド大学で博士号を取得した。
その後、1998年から2001年まで駐米大使を務めた。2003年10月に大統領に就任。2008年7月、リヴァプールは大統領職の一期目が満了になったことを受けて大統領続投を表明し、ルーズベルト・スカーリット首相とアール・ウィリアムズ野党党首から指名を受けた。
2012年に病気療養を理由に大統領職を辞任した。後継にはドミニカ労働党のエリュード・ウィリアムズが国会の指名を受けて就任した。
2015年6月1日、フロリダ州マイアミにて80歳で死去。